# 39427 Charlottebrontë
39427 Charlottebrontë è un asteroide della fascia principale. Scoperto nel 1973, presenta un'orbita caratterizzata da un semiasse maggiore pari a 3,9845610 UA e da un'eccentricità di 0,1890635, inclinata di 3,87472° rispetto all'eclittica.